# أردشير الثاني
أردشير الثاني إمبراطور فارس 379م - 383م، من آل ساسان .